# 源由理子
源 由理子（みなもと ゆりこ、1957年 - ）は　明治大学副学長、明治大学社会連携機構長。元日本評価学会副会長。専門は評価論、社会開発論。

## 人物・経歴
山梨県生まれ。1976年山梨英和高等学校卒業。1980年国際基督教大学教養学部卒業。1989年アメリカ国際経営大学院修士課程修了、国際経営学修士。2006年日本評価学会論文奨励賞受賞。2009年東京工業大学（のちの東京科学大学）大学院社会理工学研究科人間行動システム専攻博士課程修了、博士（学術）。
2015年日本評価学会副会長。2017年文部科学省政策評価に関する有識者会議委員、厚生労働省自立相談支援事業評価実践ガイド普及展開方法検討委員会委員、国際協力機構事後評価に関する質の向上委員会委員。
2018年明治大学専門職大学院ガバナンス研究科長、厚生労働省障害者文化芸術支援事業評価ガイドライン検討委員会委員長、外務省ODA評価アドバイザー。2020年明治大学副学長（社会連携担当）、明治大学社会連携機構長、明治大学震災等復興活動支援センター長、日本民間公益活動連携機構専門家委員会委員、国際協力機構有識者評価委員会委員。

## 編著
- 『参加型評価 : 改善と変革のための評価の実践』晃洋書房 2016年
- 『実践家参画型エンパワメント評価の理論と方法 : CD-TEP法 : 協働によるEBP効果モデルの構築』（大島巌, 山野則子, 贄川信幸, 新藤健太, 平岡公一と共編著）日本評論社 2019年
- 『プログラム評価ハンドブック : 社会課題解決に向けた評価方法の基礎・応用』（大島巌と共編著）晃洋書房 2020年